# Efferia pachychaeta
Efferia pachychaeta är en tvåvingeart som först beskrevs av Stanley Willard Bromley 1928.  Efferia pachychaeta ingår i släktet Efferia och familjen rovflugor.
Artens utbredningsområde är Haiti. Inga underarter finns listade i Catalogue of Life.